# Jan Lála
Jan Lála (ur. 10 września 1936 w Libickiej Lhotce), czeski piłkarz, boczny obrońca. Srebrny medalista MŚ 62. Długoletni zawodnik Slavii Praga.
Wychowywał się w Meteorze Žižkov i Čechie Karlín. Jako nastolatek został zawodnikiem Slavii, grał w tym klubie w latach 1956–1957 oraz 1959–1969. W  przerwie był piłkarzem Dukli Pardubice. Po trzydziestce wyjechał do Szwajcarii, występował w Lausanne Sports.
W reprezentacji Czechosłowacji Zagrał 37 razy i strzelił 1 gola. Debiutował 22 kwietnia 1962 w meczu z Urugwajem, ostatni raz zagrał w 1967. Podczas MŚ 62 zagrał w pięciu meczach.